# Saint-Bonnet-de-Rochefort
Saint-Bonnet-de-Rochefort é uma comuna francesa na região administrativa de Auvérnia-Ródano-Alpes, no departamento Allier. Estende-se por uma área de 16,18 km². Em 2010 a comuna tinha 719 habitantes (densidade: 44,4 hab./km²).